# Scytodes chiconahui
Espèce
Scytodes chiconahui est une espèce d'araignées aranéomorphes de la famille des Scytodidae.

## Distribution
Cette espèce est endémique du Mexique. Elle se rencontre au Sinaloa et au Nayarit.

## Description
La femelle holotype mesure 6,10 mm.

## Étymologie
Son nom d'espèce lui a été donné en référence au dieu aztèque Chiconahui.

## Publication originale
- Rheims, Brescovit & Durán-Barrón, 2007 : Mexican species of the genus Scytodes Latreille (Araneae, Scytodidae). Revista Ibérica de Aracnología, vol. 13, p. 93-119 (texte intégral).